# Thalloptera comes
Thalloptera comes är en tvåvingeart som beskrevs av Borgmeier 1971. Thalloptera comes ingår i släktet Thalloptera och familjen puckelflugor.
Artens utbredningsområde är Panama. Inga underarter finns listade i Catalogue of Life.